# باتاكلان
مسرح باتاكلان (بالفرنسية: Bataclan)‏ هو مسرح يقع في 50 بولفار فولتير في الدائرة 11 في باريس، فرنسا.

## التاريخ
صممه في 1864 المعماري تشارلز دوفال، ويشير اسمه إلى أوبريتا لجاك أوفنباخ. باتاكلان هو أيضًا تلاعب بعبارة le tout bataclan والتي تعني مجموعة كبيرة من الأشخاص أو الأشياء، وأقدم تدوين لهذه العبارة وُجد في مذكرات مؤلف الدراما الفرنسي تشارلز سيمون فافارت مترخة بتاريخ 11 نوفمبر 1761.

## هجمات باريس (نوفمبر 2015)
كان المسرح أحد مواقع هجمات إرهابية متزامنة في ليل 13 نوفمبر 2015، إذ وقع إطلاق نار جماعي وتفجيرات أدت إلى مقتل 87 شخصًا أثناء حفلة موسيقية لفرقة إيجلز أوف ديث ميتال. دخل 3 إرهابيين المبنى واحتجزوا رهائن لأكثر من ساعة، وعندما اقتربت قوات التدخل السريع الفرنسية من دخول المبنى، نَشَّط الإرهابيون قنابلهم الانتحارية وقتلوا 8 أشخاص. كان بحوزة الإرهابيين الثلاثة بنادق إيه كيه-47، ووفقًا لشهود عيان، أعادوا تلقيم البنادق 3 مرات. وكان بحوزتهم أيضًا قنابل يدوية. أعلن تنظيم الدولة الإسلامية مسؤوليته عن الهجوم.

## الغاية منه
تأسس مسرح باتاكلان كمقهى غنائي على طراز صيني، إذ ضم مقهًى ومسرحًا في الطابق الأرضي وصالة رقص في الطابق الأول. وعُقدت فيه حفلات موسيقية لكنه كان مشهورًا أكثر بتقديم فودفيلات ليوجين سكرايب وجان فرانسوا بايارد وميلسفيله ودمورسان.